# Leopold Van Waetermeulen sr.
Leopold Van Waetermeulen (Adegem, 29 oktober 1836 - aldaar, 24 november 1919) was burgemeester van de voormalige Belgische gemeente Adegem.

## Landbouw
Hij was landbouwer van beroep en zetelde reeds sinds 1876 in de gemeenteraad van Adegem, waar hij opkwam voor de belangen van zijn sectorgenoten. Hij was tevens de voorzitter van de veeverzekering van de Boerenbond, afdeling Adegem.
Van Waetermeulen was burgemeester vanaf 1889 tot bij zijn overlijden in 1919. Hij was tevens de oom van de latere burgemeester en naamgenoot Leopold Van Waetermeulen jr.